# Tillobroma angulata
Tillobroma angulata là một loài ruồi trong họ Asilidae. Tillobroma angulata được Artigas & Lewis & Parra miêu tả năm 2005. Loài này phân bố ở vùng Tân nhiệt đới.